# Giardinieri in affitto
Giardinieri in affitto è un programma televisivo italiano, andato in onda sul canale televisivo pay Lei dal 20 settembre 2011.
In seguito è stato trasmesso in chiaro da LA7d alle ore 15.
Il programma è composto da due stagioni di 15 episodi ciascuna.

## Trama
In esso Vittorio Fantin, progettista per esterni, e Jonathan Clark, giardiniere inglese che opera senza trascurare il rispetto ecologico, si propongono di rigenerare terrazze, cortili e giardini mal sfruttati o addirittura abbandonati dai proprietari, progettando soluzioni su misura per l'ambiente e il contesto climatico. 
Al termine di ogni puntata i giardinieri, compiuto il loro lavoro, consegnano ai clienti gli strumenti da utilizzare per la manutenzione. 